# Жуков, Аркадий Владимирович
Аркадий Владимирович Жу́ков (1913 — 1978) — советский учёный в области строительных материалов, доктор технических наук (1963), профессор (1966), лауреат Сталинской премии (1950).

## Биография
Родился 8 ноября 1913 года в Славянске (ныне Донецкая область, Украина).
Окончил Киевский институт силикатов (1937).
Участник войны, инженер-капитан. 
В 1942—1957 годы в Министерстве промышленности строительных материалов УССР, с 1947 года начальник Главкерамики.
Одновременно в 1947—1957 годы в ЦНИИ строительных материалов, с 1954 года директор.
В 1957 — 1973 годах зам. директора, с 1973 года зав. лабораторией перлитового сырья, технологии вспученного перлита и изделий его основе НИИ строительных материалов и изделий.
В 1954—1966 годах доцент, профессор Киевского инженерно-строительного института.
В 1963 году без защиты диссертации присвоена степень доктора технических наук (представил доклад «Физико-химические процессы и технология производства искусственных пористых заполнителей из горных пород»).
Умер 7 августа 1978 года в Киеве.

## Признание
- медаль «За оборону Сталинграда»
- медаль «За победу над Германией в Великой Отечественной войне 1941—1945 гг.»
- премия Совета Министров СССР (1974).
- Сталинская премия второй степени (1950) — за разработку технологии, организацию массового производства и внедрение в строительство пустотелой строительной и архитектурной керамики

## Работы
- Новые легкие заполнители и теплоизоляционные материалы [Текст] / А. В. Жуков. — Киев : Науч.-исслед. ин-т строит. материалов и изделий, 1959. — 10 с.; 20 см.
- Керамоперлитовые изделия [Текст] / А. В. Жуков, К. В. Дажук, кандидаты техн. наук. — Киев : [б. и.], 1962. — 14 с. : граф.; 20 см. — (Научно-техническая информация/ Акад. строительства и архитектуры УССР. Науч.-исслед. ин-т строит. материалов и изделий).
- Вспученный перлит [Текст] / А. В. Жуков, И. Я. Байвель, И. С. Солонинко ; Акад. строительства и архитектуры УССР. Науч.-исслед. ин-т строит. материалов и изделий. — Киев : Госстройиздат УССР, 1960. — 126 с. : ил.; 22 см.
- Пористые материалы и заполнители для легких бетонов [Текст] / А. В. Жуков, канд. техн. наук, Е. М. Каленов, Т. Т. Троцко, инженеры. — Киев : Госстройиздат УССР, 1958. — 111 с. : ил.; 17 см.
- Искусственные пористые заполнители из горных пород [Текст] / Акад. строительства и архитектуры УССР. Науч.-исслед. ин-т строит. материалов и изделий. — Киев : Госстройиздат УССР, 1962. — 310 с. : ил.; 23 см.